# 社區總體營造
社區總體營造首見於1994年。當時台灣的文建會主委申學庸向立法院提出施政報告時提出「社區總體營造」之名詞，該詞以「建立社區文化、凝聚社區共識、建構社區生命共同體的概念，來作為一類文化行政的新思維與政策」作為主要目標。主要目的是為了整合「人、文、地、景、產」五大社區發展面向，而產生出來的政策性名詞。
另外，其他的定義像「以社區共同體的存在和意識作為前提和目標，藉著社區總體營造理念的推動與社區居民積極參與地方公共事務，凝聚社區共識，讓各地方社區建立屬於這個社區的意象」亦不出申學庸當初的理念。
同時，聯合國將社區/社群發展定義為“社區/社群成員聚集在一起採取集體行動並為共同問題找到解決方案的過程。” 這是一個廣泛的概念，適用於公民領袖、社會運動者、參與之公民及專業人士，以改善社區/社群的各個方面，通常旨在建立更強大、更有彈性的當地社區/社群。
社區/社群發展也被理解為一門專業學科，國際社區/社群發展協會將其定義為“以實踐為基礎的專業和學術學科，通過以下方式促進參與式民主、可持續發展、權利、經濟機會、平等和社會正義，在城市和農村環境中，對其社區內的人們進行組織、教育和賦權，無論這些是基於地區、身份認同或興趣”。
社區/社群發展（英語：community development）作為一個術語在英語國家廣泛流行，即美國、英國、澳大利亞、加拿大、新西蘭以及其他英聯邦國家。 它也在東歐的一些國家使用，在匈牙利和羅馬尼亞有活躍的社區/社群發展協會。《社區/社群發展雜誌》（英語：Community Development Journal）由牛津大學出版社出版，自1966年以來一直致力於成為研究和傳播國際社區/社群發展理論和實踐的主要論壇。

## 社區營造

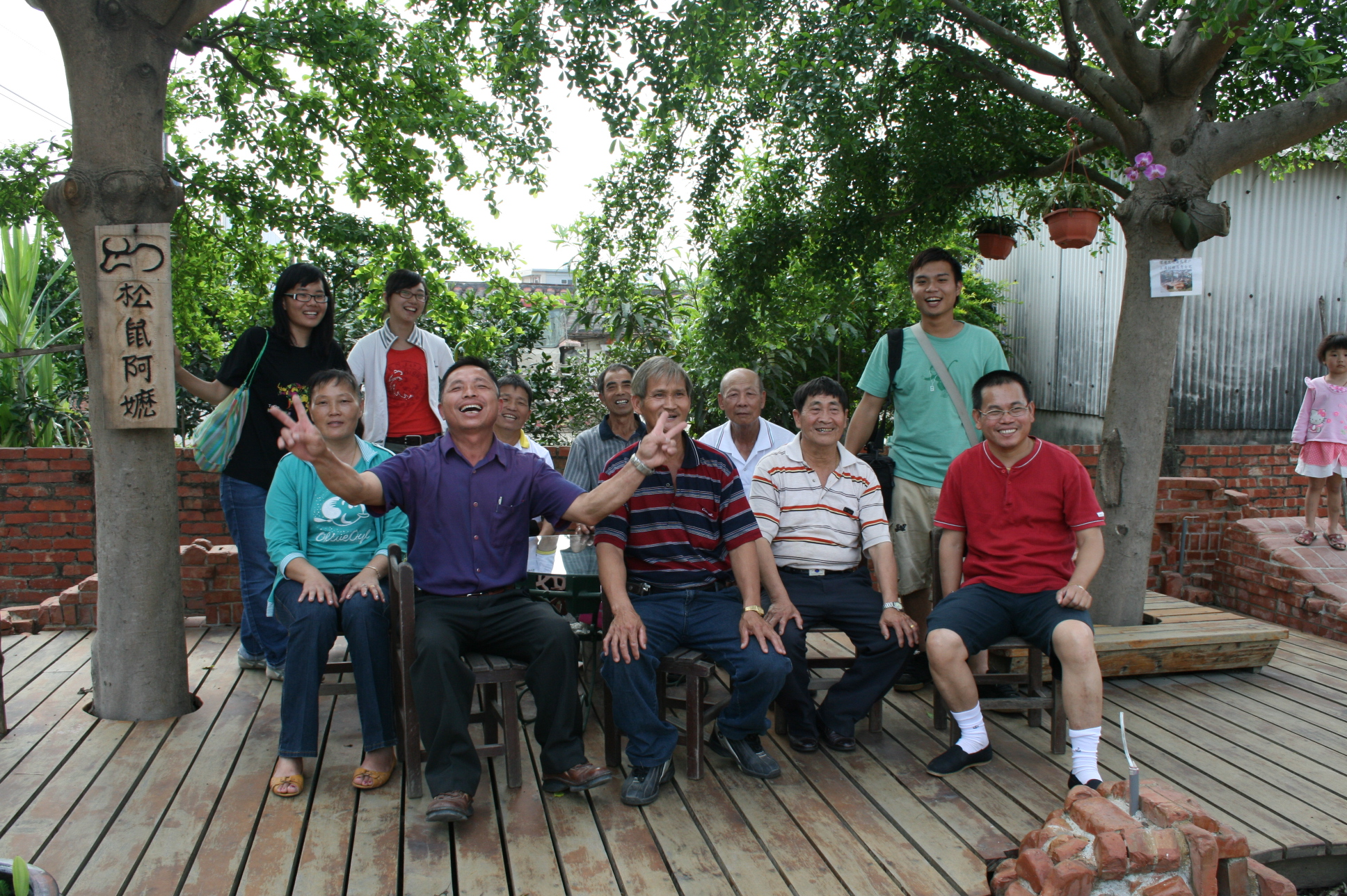
台灣台南市後壁區土溝里的社區參訪活動

居住在同一地理範圍內的居民，持續以集體的行動來處理其共同面對社區的生活議題，解決問題同時也創造共同的生活福祉，逐漸地，居民彼此之間以及居民與社區環境之間建立起緊密的社會連繫，此一過程即稱為「社區營造」。在世界各地都有此類經驗，但不必然明白地加以指認，在日本稱為「造町」（；或譯為「造街」，因日語「町」可解釋為街道或城鎮），在英語世界稱為“community building”, “community development”等。在台灣，1960年代有「社區發展」的核心理念和政策推動，自1994年陳其南在文建會提倡「社區總體營造」的新概念之後，逐漸地才改用「社區營造」一詞。
一般而言，社區營造是針對不同種類的社區議題而行動，日本的宮崎清教授主張將這些議題區分為「人」「文」「地」「產」「景」五大類。「人」指的是社區居民的需求的滿足、人際關係的經營和生活福祉之創造；「文」指的是社區共同歷史文化之延續，藝文活動之經營以及終身學習等；「地」指的是地理環境的保育與特色發揚，在地性的延續；「產」指的是在地產業與經濟活動的集體經營，地產的創發與行銷等；「景」指的是「社區公共空間」之營造、生活環境的永續經營、獨特景觀的創造、居民自力營造等。
社區營造基本上是社區自發的行動，但多數公共議題的處理必須運用公權力或者需要公部門的補助，因此政府為了支持社區營造往往訂有特定的政策。
“由基層到政府”、“民眾參與”、“社區自主”、“永續發展”等運作原則與方式，培育和凝聚社區意識。其執行方式與一般政策不同，曾旭正特別主張以「社區協力政策」來加以區別。自1994年文建會提出「社區總體營造」的概念並推動數項補助計畫以來，台灣的社區協力政策逐步由文建會擴展到其他中央部會，如環保署的「生活環境改造計畫」、經濟部的「創造形象商圈計畫」；2002年甚至整合提昇為「挑戰2008──國家發展重點計畫」中的「新故鄉營造計畫」。

## 中華民國社區營造學會
1996年10月12日，中華民國社區營造學會成立，李遠哲博士出任首屆理事長，帶領全國熱心推展社區營造運動的朋友，一起為台灣獻身。社區營造涉及各種不同學科之學理與實務，由於學術上的專業分工，使得參與社區營造工作的朋友們很少有機會能互相溝通、交流與支援，也讓社區營造工作本身面臨了一些無法拓展的瓶頸。因此成立『社區營造學會』，以學會作為一個基地，邀請在學術界與實務界關懷社區重建工作的專業朋友們共同投入，為社區營造工程引入更大的活力，讓更多的想法與作法彼此激盪，並以學術論壇方式提升社區營造之細緻性，讓更多的想法與作法彼此激盪，描繪出更人性化、更周延、更長遠的社區社會的藍圖。
社造學會基於社會正義與公平之理想，民主、公開之原則，結合相關社區專業者及關心社區人士，從事社區營造之學術研究與實務推展，並對政府部門的社區相關政策提出建言，促進社區改造，以營造可永續工作、生活與學習之所在。
長久以來社造學會致力於…
- 人的永續成長─社區公民意識的養成與培訓工作，推展讓個人、團體、社群到社區有力量與能力參與公共事務。
- 社區組織的永續經營─社區意識的形成→社區組織與動員→尋找資源(物資、人脈、公部門資源) →組織團體(讀書會、協會、NGO)
- 環境文化的永續營造─生活六大面向的議題討論、改變及解決，持續的推展議題→產生認同→將負面的問題轉化為正面的資產
- 政府政策的永續推展─政策上公私協力與夥伴關係的可能性，創造信任關係，引導社區營造最新趨勢

## 社區大學
社區大學是在社區營造政策下應運而生的。
理念是由縣市政府主辦，並由對地方經營，熟悉的在地團體或大專院校經營。強調透過居民共學，達到專業知識學習與推動社會發展的目的，並同時讓地區人士慢慢凝聚成一個新的生活共同體。
於1998年成立的“文山社區大學”，是全台灣第一所社區大學；至今(2015)統計全台社區大學己有82所，在不同縣市成立，學員人數達37萬人。

## 台灣案例

### 全國「社區營造」的先驅
宜蘭縣是全國社區總體營造的先驅，始於時任縣長的游錫堃任內所推動，率全國之先推動縣級、鄉鎮級、村里級的社區營造，時稱「區域振興」。
- 1991「開蘭195週年系列活動」 － 成為台灣「活動產業」的先河[14]。
- 1992「台灣區運動會」 － 以「促進區域振興」為目的，被譽為台灣有史以來最成功的區運會[15]。
- 1994「全國文藝季」 － 辦理「歸來吧！龜山」，凝聚仁澤社區的社區意識，其後獲環保署選拔為「全國十大環保社區」[16]。
- 1995「全國文藝季」 － 辦理「玉田弄獅」，使「玉田社區營造案」成為文建會第一個實施社區總體營造的案例，揭開「營造台灣新故鄉運動」序幕，邁開台灣社區總體營造運動的第一步，就是從玉田跨出[17]。
- 1997 以「社造」方式辦節慶－ 1997年，宜蘭全縣12鄉鎮，先後以「社造」方式辦理節慶活動，形成全國首例的「一鄉一特色」，如蔥蒜節、鯖魚節等[18][19]。

### 全國首例「全國社區總體營造國際博覽會」
1997年3月底開始，為期近一個月的全國社區總體營造博覽會，在宜蘭運動公園舉辦，宜蘭縣計推出10個種子社區參與，與全國各縣市的15社區，日本、美國、德國等「社造」有成的地方，相互觀摩、共同展出，可稱為台灣「社造」運動的階段性總結，也是宜蘭縣推展「社造」的新里程碑。

### 以社造理念進行校園改建
宜蘭縣是全國首創引進以「社區營造」理念進行「校園改建」的縣市。1992年，時任縣長的游錫堃指示教育局，通令各學校依其發展，研擬「整體規劃案」報縣核備，由縣府視當年中央國教經費分配數額，依學校整體改建、或辦理遷校的迫切性，逐年辦理校舍更新。使縣內一百所國中小學，三分之二以上，都獲得改建、遷校機會。
1992年縣政府要求縣內101所國中小以「社區參與」方式進行「校園整體規劃」，未送縣政府核定前不撥款改建，藉此讓社區文化與特色走入校園與建築師對話，讓校友、家長參與以學生為主體的校園規劃，美化校園景觀，並提升工程品質並營造社區特色。
宜蘭縣的學校建築模式及成果，早就成為各縣市競相觀摩取法的對象，特別是1997年3月6日，時任台灣省長的宋楚瑜巡視宜蘭縣地方建設，在離開蘇澳赴南澳途中，臨時起意轉赴蓬萊國小，竟發現這一偏遠小學校，環境幽雅連廁所都乾淨整潔，大為訝異之餘，公開在省政會議中讚揚肯定，指示教育廳安排各縣市觀摩；其後亦於「921地震災後重建」當中，大幅度引「宜蘭經驗」作為參考。

### 淡水鎮社區營造
- 民國93年馬偕醫院承辦淡水社區健康營造計劃，以臺北縣淡水鎮竹圍地區為主要試辦地區，以後再逐漸擴及淡水鎮其他鄉里。
- 以政府單位、學校組織、民間社團、社區組織等多重的資源結合再一起以促進居民的健康狀態。
- 推動的過程包含三大方向 1.健康行為促進 2.組織營造 3.志工培訓。藉由中華民國衛生署底下的推動課程：健康飲食、健康體能、社區防疫、用藥安全、菸害防治...等。以改善居民的知識水準，並且訓練志工來進行相關的人員培訓計畫以期許長久的計畫推動。[23]

### 美城福德廟修復舊廟
宜蘭縣壯圍鄉美城村民們透過文建會的協助及信義房屋的經費贊助，找來了與當年建造石廟相同的建材整修舊有的廟宇。

## 香港案例
- 土瓜灣社區客廳[25]由市區更新基金贊助，聖雅各福群會推動的社區營造計劃。針對土瓜灣、紅磡的公共空間嘗試進行改造，計劃為期3年。
- 西營盤一刻社區設計館[26]
- 葵涌共融館[27]
- 社區文化關注[28]
- 土家故事館[29]

## 外部連結
- 台灣:台灣社區通網站 （页面存档备份，存于）
- 內政部營建署 （页面存档备份，存于）
  - 魅力城鄉主題網 （页面存档备份，存于）
- 中華民國社區營造學會FB
- 台灣:文化環境基金會
- 台灣大百科-社區營造[永久]
- 衛生福利部 （页面存档备份，存于）